# Алгонак (Мичиген)
Алгонак (енгл. Algonac) град је у америчкој савезној држави Мичиген. По попису становништва из 2010. у њему је живело 4.110 становника.

## Демографија
Према попису становништва из 2010. у граду је живело 4.110 становника, што је 503 (10,9%) становника мање него 2000. године.
| Група             | 2000.         | 2010.         |
| Белци             | 4.453 (96,5%) | 3.954 (96,2%) |
| Афроамериканци    | 7 (0,2%)      | 11 (0,3%)     |
| Азијати           | 9 (0,2%)      | 6 (0,1%)      |
| Хиспаноамериканци | 47 (1,0%)     | 52 (1,3%)     |
| Укупно            | 4.613         | 4.110         |